# Renzo Montagna
Renzo Montagna (Santa Giuletta, 13 marzo 1894 – Voghera, 6 luglio 1978) è stato un generale italiano.
Fu capo della polizia della Repubblica Sociale Italiana.

## Biografia
Militare di carriera partecipa alla prima guerra mondiale con il grado di sottotenente, venendo decorato con due medaglie d'argento al valor militare. Si congeda nel 1920 con il grado di capitano di complemento e inizia l'attività nei Fasci di Combattimento fondando il fascio di Santa Giuletta. Dopo essersi fatto notare come membro delle violente milizie paramilitari squadriste, entra a far parte della Milizia Volontaria per la Sicurezza Nazionale dove compie una rapida carriera. Partecipa alla guerra d'Etiopia comandando un battaglione di Camicie Nere e conquistando l'Amba Alagi.
Tra il 1942 e il 1943 fu il comandante del Raggruppamento tattico CC.NN "Montagna" (composta dalla 2ª legione da montagna "Alpina" e diversi battaglioni), che da lui prese il nome durante le operazioni della primavera 1942. In seguito il raggruppamento assunse il nome di Raggruppamento C.NN "XXI Aprile". In seguito col suo reparto prese sede a Lubiana e rientrò in Italia poco prima del 25 luglio 1943.
Arrestato dal governo Badoglio, fu liberato dai tedeschi dopo l'armistizio dell'8 settembre 1943. Presi accordi con i tedeschi immediatamente si attivò per ricostituire la Milizia Volontaria per la Sicurezza Nazionale e il 17 settembre ne occupò il Comando generale in viale Romania che era stato abbandonato. In qualità di ufficiale più alto in grado presente a Roma subentrò a Italo Romegialli come Comandante Generale provvisorio della MVSN. Recuperati alcuni carri armati M13 o carri leggeri L Montagna li dispose a protezione degli obiettivi più sensibili come la caserma Mussolini e la sede del neocostituito Partito Fascista Repubblicano a palazzo Wedekind di cui resse anche la federazione provinciale fino all'arrivo di Alessandro Pavolini il 18 settembre.
Dopo il passaggio di consegne con Pavolini nei giorni seguenti Montagna si dedicò completamente alla MVSN nell'ambito della RSI. Secondo Montagna l'esercito della RSI sarebbe dovuto nascere come estensione della MVSN, l'unica forza armata che dopo l'armistizio non si era sciolta e aveva mantenuto fede all'alleanza con i tedeschi. Invece sempre secondo Montagna la vecchia Milizia era confluita completamente nella Guardia Nazionale Repubblicana insieme ai carabinieri e alla PAI perdendo il carattere militare per quello "essenzialmente di polizia".
L'11 novembre 1943 assunse la guida del 208º Comando Militare Regionale Macerata fino all'evacuazione della regione.
Nel 1944 fu nominato giudice nel processo di Verona contro i membri del Gran Consiglio che avevano votato l'ordine del giorno Grandi che aveva segnato la caduta del governo Mussolini il 25 luglio 1943. Alcuni dei giudici si batterono affinché gli imputati non fossero condannati a morte e Montagna si batté in particolare per salvare Emilio De Bono ma inutilmente quando si scontrò con Enrico Vezzalini.
All'alba del 9 luglio, mentre passava la notte nella sua villa di Monteceresino dove aveva saltuaria residenza, per una licenza di convalescenza, Montagna fu soggetto ad un tentativo di sequestro da parte dei partigiani. L'attacco fu respinto dalla sua ordinanza e dal generale stesso. I partigiani ebbero un caduto.
Nell'ottobre 1944 fu nominato comandante della polizia della Repubblica Sociale Italiana, carica che mantenne fino alla fine della guerra. Resosi latitante, il 29 maggio 1947 Montagna fu amnistiato dalla corte d'Assise di Como. Dopo la guerra si ritirò a vita privata e morì a Voghera il 6 luglio 1978.